# Mihail Afanaszjevics Sahov
Mihail Afanaszjevics Sahov oroszul: Михаил Афанасьевич Шахов (Szaratovi terület, 1931. november 20. – Kijev, 2018. augusztus 8.) olimpiai bronzérmes szovjet-ukrán birkózó.

## Pályafutása
Zizevszkij településen, a Szaratovi területen született és ott is nőtt fel. Apja 1942-ben meghalt a második világháborúban. Sorkatonai szolgálata alatt ismerkedett meg a birkózással Kijevben, ahol haláláig élt. Háromszor nyert szovjet bajnokságot (1956, 1960, 1961). Az 1956-os melbourne-i olimpián bronzérmet szerzett szabadfogás 57 kg-ban. Visszavonulása után edzőként dolgozott Ukrajnában és Lengyelországban.

## Magánélete
1957-ben nősült meg. Felesége 2004-ben elhunyt rákban. Lánya, Larisza férjhez ment Olekszandr Bilosztyinnij olimpiai bajnok kosárlabdáshoz, akivel Németországban él.

## Sikerei, díjai
- Olimpiai játékok – szabadfogás, 57 kg
  - bronzérmes: 1956, Melbourne